# Lleterola taronja
La lleterola taronja (Lactarius aurantiacus) és una espècie de fong de l'ordre dels russulals (Russulales). És una lleterola que pertany al grup de les lleteroles veres.

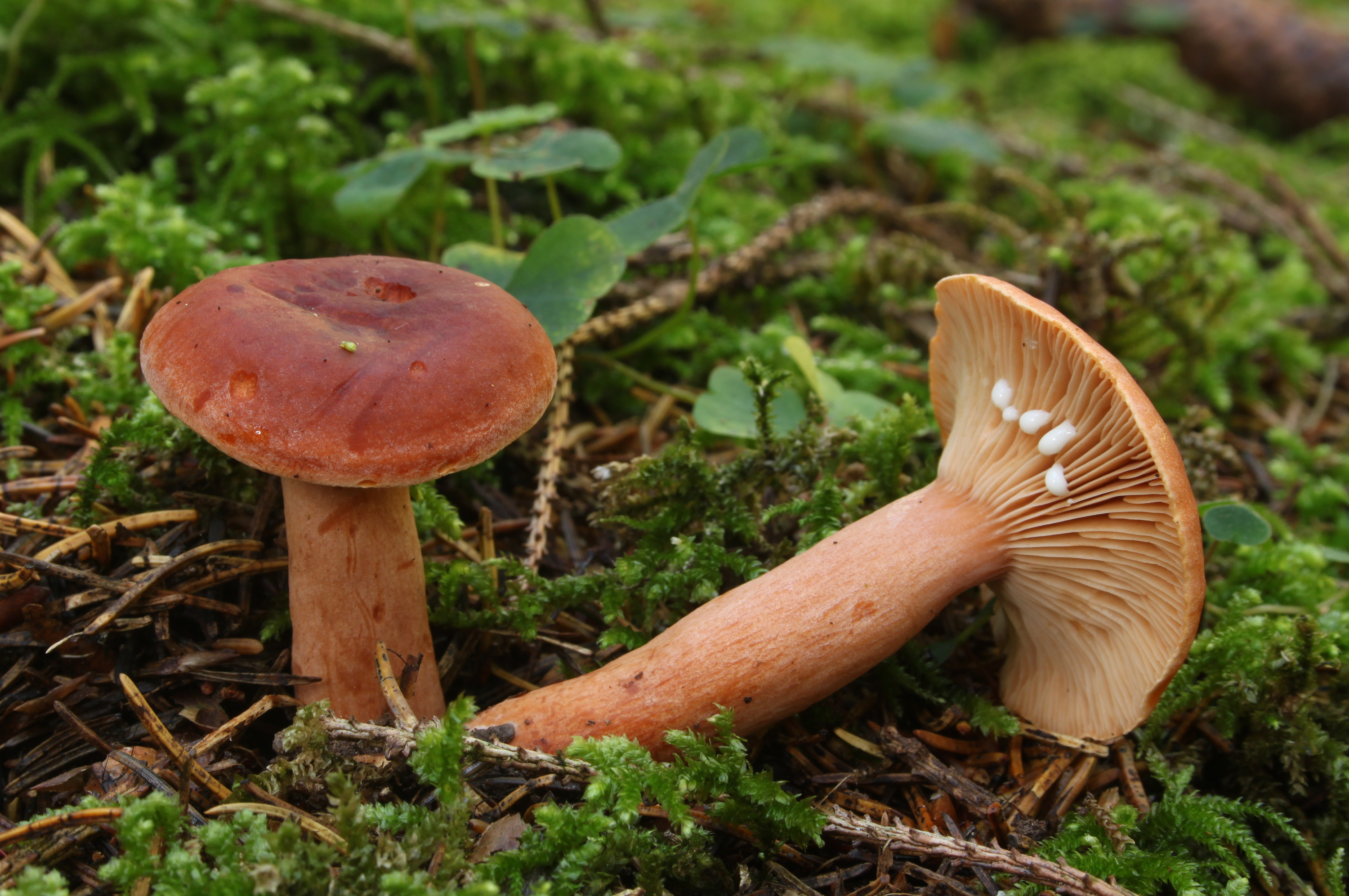
Lleterola taronja (Lactarius aurantiacus).

És una de les diverses espècies de lleteroles de colors ataronjats o vermellosos, complexes de diferenciar macroscòpicament.

## Morfologia
Bolet de mida petita, de 2-5 cm de diàmetre; barret de tons ataronjats: des de bru ataronjat a falb ataronjat o taronja ocraci; sovint amb un petit mugró o protuberància central; cutícula separable en part, entre un terç i la meitat del radi; brillant i viscosa en temps humit, mat en temps sec.
Làmines camussa rosàcies.
Cama del color del barret, sovint més pàl·lida, en especial a la part superior.
Carn cremosa; de dolça a lleugerament amarga; làtex blanc, immutable, de suau a lleugerament amarg.

## Hàbitat
Comú; de principis d’estiu a finals de tardor; en tota mena de sòls; exclusivament en localitats montanes i subalpines, principalment en boscos de coníferes, el més corrent vora avets, bedolls, pi negre i pi roig.

## Comestibilitat
Sense interès culinari.

## Comentaris
Semblant a la lleterola taronja de roure (Lactarius fulvissimus). Se'n diferencia per les làmines decurrents per una dent i la llet blanca que en assecar sobre un paper esdevé groga.